# Mission Bend, Texas
Mission Bend là một nơi ấn định cho điều tra dân số (CDP) thuộc quận Fort Bend, tiểu bang Texas, Hoa Kỳ. Năm 2010, dân số của nơi này là 36501 người.

## Dân số
- Dân số năm 2000: 30831 người.
- Dân số năm 2010: 36501 người.